# Třída LST-542
Třída LST-542 byla třída tankových výsadkových lodí amerického námořnictva (Landing Ship Tank – LST) z období druhé světové války. Jednalo se o další evoluci tankových výsadkových lodí třídy LST-1. Plavidla měla mimo jiné zvětšený můstek, zesílenou palubu, silnější výzbroj a byla vybavena zařízením na odsolování mořské vody. Celkem bylo postaveno 612 jednotek této třídy.
Třída LST-542 byla kromě druhé světové války nasazena rovněž v korejské a vietnamské válce. Později řadu nadbytečných lodí získali američtí spojenci, některé se naopak staly válečnou kořistí (např. jihovietnamská plavidla). Zahraničními uživateli třídy se staly Brazílie, Čínská republika, Ekvádor, Filipíny, Chile, Indonésie, Japonsko, Jižní Vietnam, Korejská republika, Malajsie, Mexiko, Singapur, Řecko, Thajsko, Vietnam.

## Konstrukce

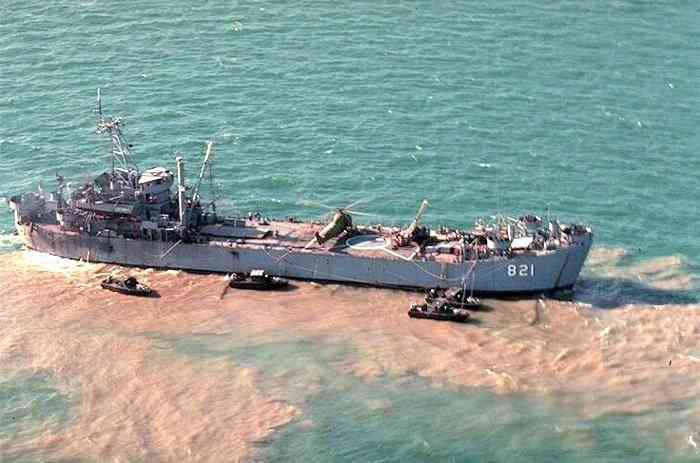
USS Harnett County (AGP-821) sloužící jako plovoucí základna během války ve Vietnamu

Posádku tvořilo 119 osob. Plavidla přepravovala až 265 vojáků. Pro pěchotu nesla dva vyloďovací čluny LCVP. Obvyklou výzbroj tvořil jeden 76mm kanón, osm 40mm kanónů Bofors a dvanáct 20mm kanónů Oerlikon. Pohon zajišťovaly dva diesely General Motors V12-567 o celkovém výkonu 1800 bhp, pohánějící dva lodní šrouby. Kormidla byla zdvojená. Nejvyšší rychlost byla 11,5 uzlu. Dosah byl 7200 námořních mil při rychlosti 10 uzlů.

## Operační služba

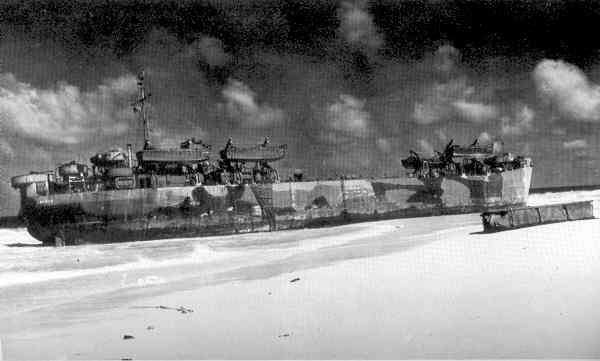
Ztroskotaná USS LST-563 na pláži Clippertonova ostrova

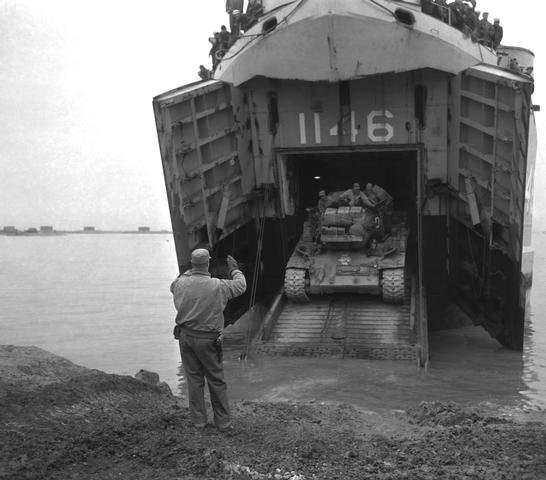
Tank opouští LST-1146 v Inčonu během korejské války

Výsadkové lodě této třídy byly široce nasazeny ve druhé světové válce. Během bojů bylo ztraceno pět jednotek:
- USS LST-563 dne 21. prosince 1944 ztroskotala u ostrova Clipperton.
- LST-577 potopena 11. února 1945 u Filipín japonskou ponorkou.
- LST-738 potopena 15. prosince 1944 japonským kamikaze u filipínského ostrova Mindoro.
- LST-749 potopena 21. prosince 1944 japonským kamikaze u filipínského ostrova Mindoro.
- LST-750 potopena 28. prosince 1944 japonskými letadly u ostrova Leyte.
- LST-808 dne 18. května 1945 těžce poškozena leteckým torpédem, následně najela na korálový útes ostrova Iejima u Okinawy a byla zasažena kamikaze.
- LST-884 dne 1. dubna 1945 byla těžce poškozena japonským kamikaze a 6. května 1945 se kvůli tomu potopila.

Třída se následně uplatnila také v korejské a vietnamské válce. Plavidla byla různě upravována a používána i v nových rolích, například jako mateřské lodě menších člunů ve Vietnamu.

## Zahraniční uživatelé

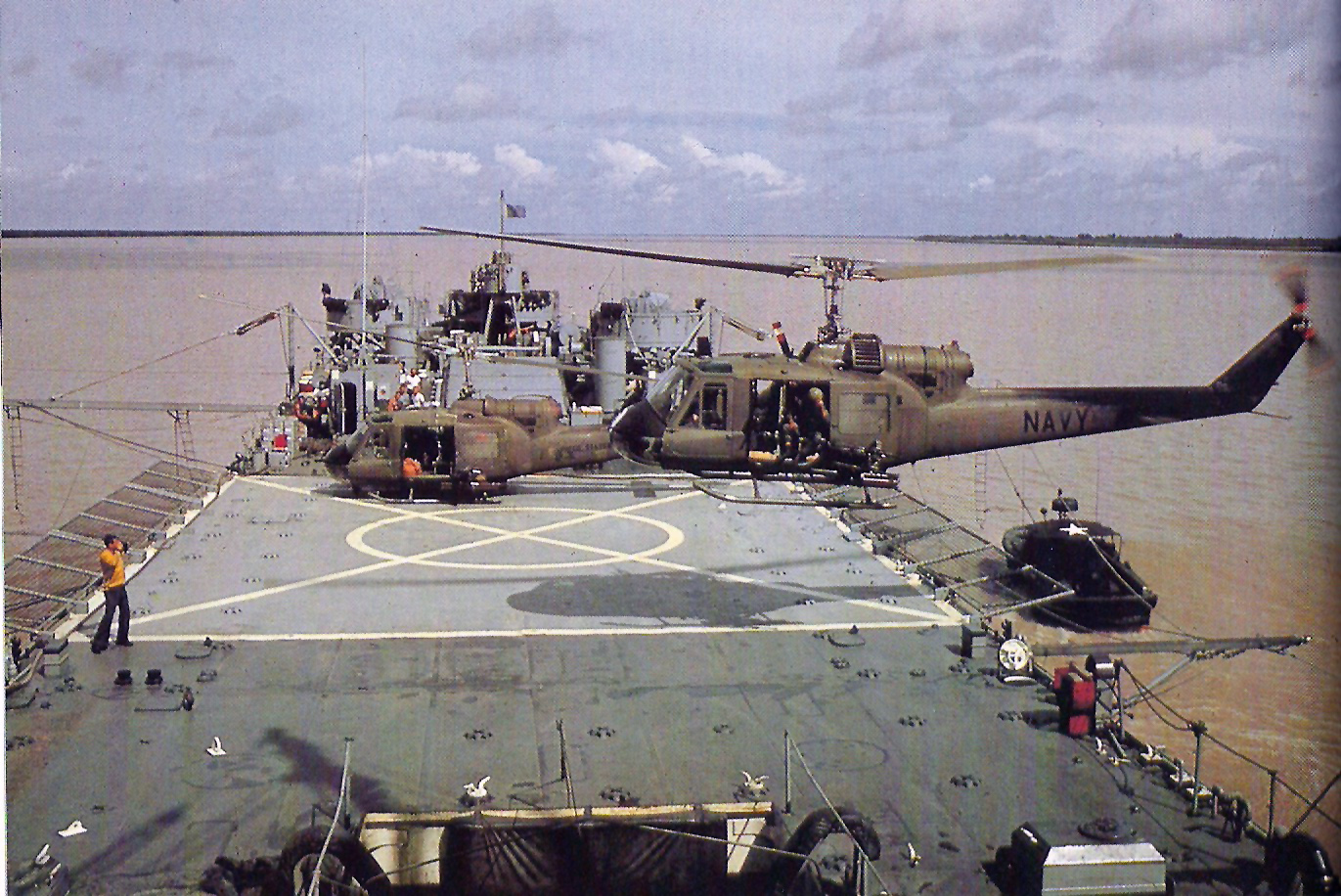
Vrtulníky UH-1E Huey na palubě Harnett County během vietnamské války

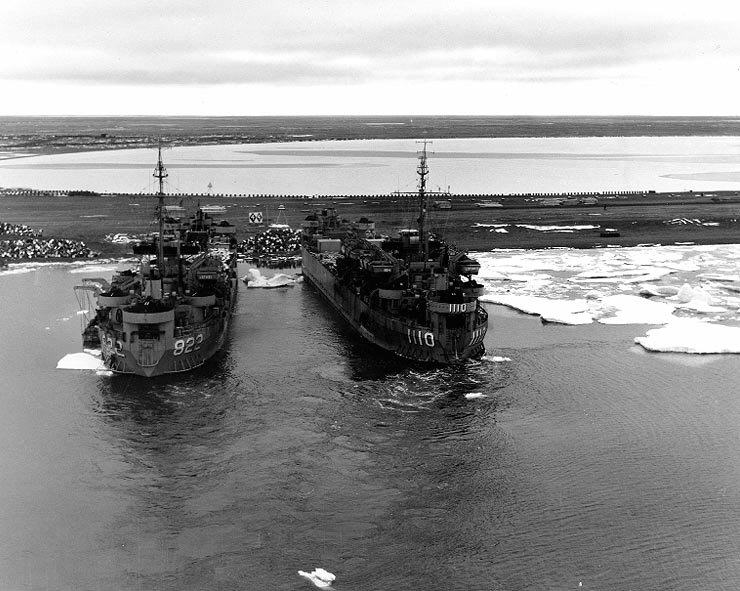
Harris County a San Bernardino County v Point Barrow na Aljašce v roce 1955

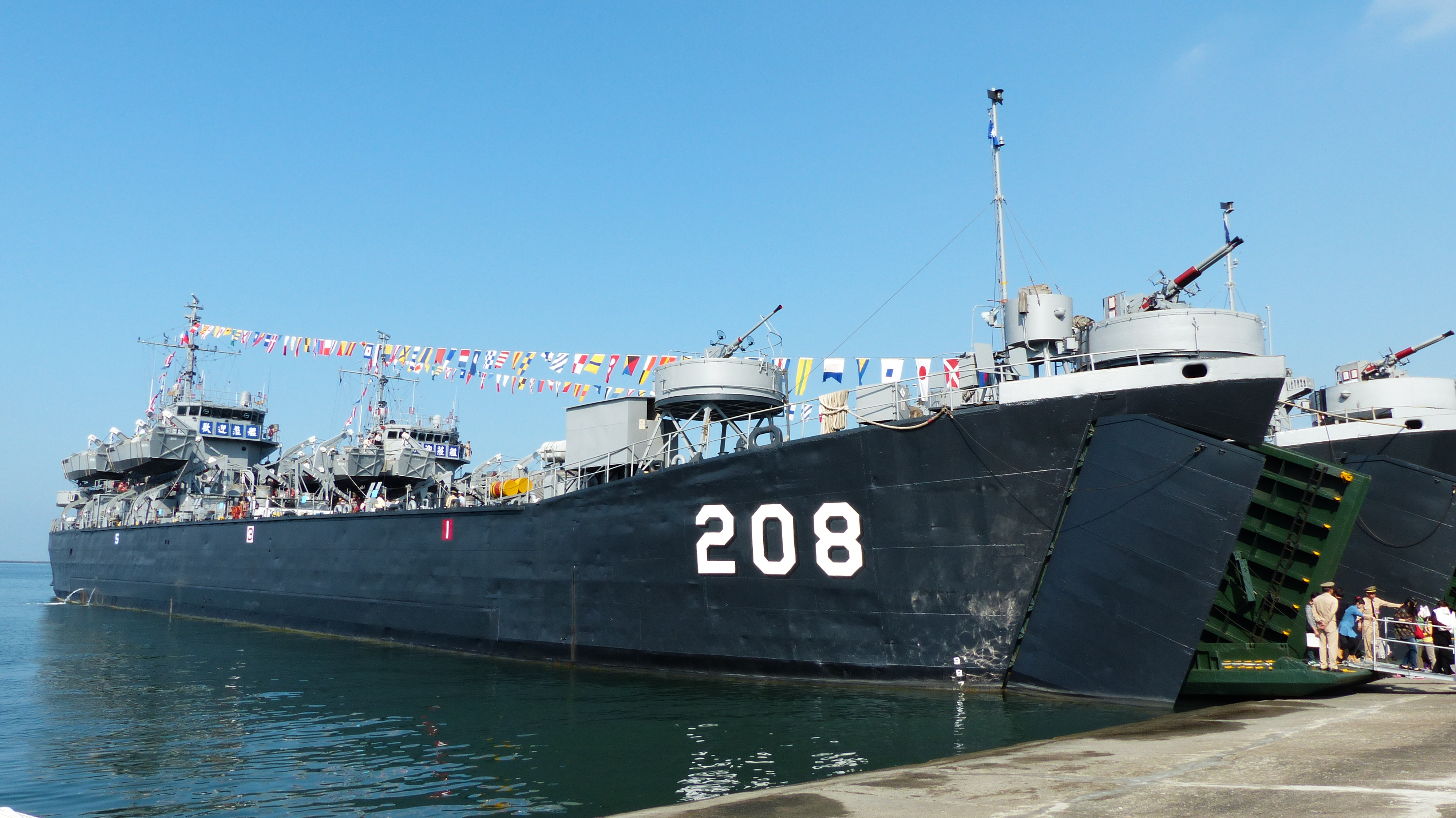
Chung Hsun (208) námořnictva Čínské republiky (Tchaj-wanu)

- Brazílie – Garcia D'Avila (G28, ex Outagamie County)[1]

- Čínská republika – Kao-siung (LCC-1, ex LST-219, ex Dukes County, ex Čung-si), Čung-chaj (LST-201, ex LST-755), Čung-sing (LST-204, ex LST-557), Čung-ťien (LST-205, ex LST-716), Čung-ťi (LST-206, ex LST-1017), Čung-sün (LST-208, ex LST-993), Čung-lien (LST-209, ex LST-1050), Čung-žung (LST-210, ex LST-574), Čung-čchüan (LST-221, ex LST-1030), Čung-fu (LST-223, ex Iron County), Čung-čcheng (LST-224, ex Lafayette County), Čung-čchiang (LST-225, ex San Bernardino County), Čung-č’ (LST-226, ex Sagadahoc County), Čung-ming (LST-227, Sweetwater County), Čung-pang (LST-230, ex LST-578) Čung-jie (LST-231, ex Sublette County)[1]

- Ekvádor – Hualcopo (TR61, ex Summit County)[1]

- Filipíny – Pampanga (LT-37, ex LST-842), Bulacan (LT-38, ex LST-843), Albay (LT-39, ex LST-865), Misamis Oriental (LT-40, ex LST-875), Agusan del Sur (LT-54, ex Nha Trang, ex Jerome County), Sierra Madre (LT-57, ex My Tho, ex Harnett County), Zamboanga del Sur (LT-86, ex Cam Ranh, ex Marion County), Cotabato del Sur (LT-87, ex Thi Nai, ex Cayuga County), Surigao del Sur (LT-95, ex LST-546), Cagayan (LT-97, ex Hickman County), Ilocos Norte (LT-98, ex Madera County), Lanao del Norte (LT-504, ex LST-566), Leyte del Sur (LT-505, ex LST-607), Davao Oriental (LT-506, ex Ósumi, ex Daggett County), Benguet (LT-507, ex Daviess County), Aurora (LT-508, ex Harris County), Cavite (LT-509, ex Šimokita, ex Hillsdale County), Samar del Norte (LT-510, ex Širetoko, ex Nansemond County), Cotabato del Norte (LT-511, ex Orleans Parish), Tawi-Tawi (LT-512, ex LST-1072), Kalinga Apayao (LT-516, ex Can Tho)[1]

- Chile – Comandante Hemmerdinger (88, ex New London County), Comandante Araya (89, ex Nye County)[1]

- Indonésie – Tanjung Nusarie (ex Lawrence County), Teluk Langsa (501, ex Solano County), Teluk Bajer (502), Teluk Kau (504), Teluk Tomini (508), Teluk Sindoro (509), Teluk Saleh (510), Teluk Bone (511, ex Iredell County)[1]

- Japonsko – Ósumi (4001, ex Daggett County), Šimokita (4002, ex Hillsdale County), Širetoko (4003, ex Nansemond County)[1]

- Jižní Vietnam – Cam Ranh (HQ500, ex Marion County), Thi Nai (HQ502, ex Cayuga County), Nha Trang (HQ505, ex Jerome County), My Tho (HQ800, ex Harnett County), Can Tho (HQ801, ex Garrett County)[1]

- Korejská republika – Unbong (671, ex LST-1010), Weebong (676, ex Johnson County), Suyeong (677, ex Kane County), Bukhan (678, ex Linn County), Hwa San (679, ex Pender County)[1]

- Malajsie – Sri Langkawi (A1500, ex Hunterdon County), Sri Banggi (A1501, ex Henry County), Rajah Jarom (A1502, ex Sedgwick County)[1]

- Mexiko – Rio Panuco (ex Park County), Manzanillo (ex Clearwater County)[1]

- Řecko – Ikaria (L154, ex Potter County), Kriti (L171, ex Page County)[1]

- Singapur – Endurance (L201, ex Holmes County), Excellence (L202, ex LST-629), Intrepid (L203, ex LST-579), Resolution (L204, ex LST-649), Persistance (L205, ex LST-613), Perseverance (L206, ex LST-623)[1]

- Thajsko – Angthong (ex LST-924), Chang (712, ex Lincoln County), Pangan (713, ex Stark County), Lanta (714, ex Stone County), Prathong (715, ex Dodge County)[1]

- Vietnam – Tran Khanh Du (HQ501, ex Maricopa County), Vung Tau (HQ503, ex Coconino County)[1]